# Chirnogeni
Chirnogeni – wieś w Rumunii, w okręgu Konstanca, w gminie Chirnogeni. W 2011 roku liczyła 1789 mieszkańców.